# Solitaire
Solitaire (в переводе с англ. — «Бриллиант») — седьмой студийный альбом австрийской группы Edenbridge. Автор всех песен и музыки — Ланвалль. Автор обложки: Энтони Кларксон. Даты релизов: Япония — 23 июня 2010; Испания — 30 июня 2010; Германия, Австрия, Швейцария, Италия, Швеция, Бенилюкс — 2 июля; Европа — 5 июля; Америка и Канада — 13 июля.

## Список композиций
1. «Entree Unique» — 1:13
2. «Solitaire» — 6:16
3. «Higher» — 3:51
4. «Skyline’s End» — 5:31
5. «Bon Voyage Vagabond» — 5:54
6. «Inward Passage (бонус-трек)» — 1:19
7. «Come Undone» — 4:14
8. «Out of this world» — 5:09
9. «Further Afield» — 5:57
10. «Eternity (бонус-трек)» — 3:03
11. «A Virtual Dream?» — 5:10
12. «Brothers On Diamir» — 6:51
13. «Exit Unique» — 2:48

## Участники записи
- Сабина Эдельсбахер — вокал
- Ланвалль — лидер- и ритм- гитары, бас-гитара, клавишные, мандолина, бузуки, дополнительная перкуссия
- Доминик Себастиан — ритм- и лидер- гитары, классическая гитара
- Макс Пойнтнер — ударные

### Приглашённые музыканты
- Robby Valentine — бэк-вокал
- Dennis Ward — бэк-вокал
- Astrid Stockhammer — соло-скрипка
- The Solitaire Orchestra and Choir